# Dawid Warzager

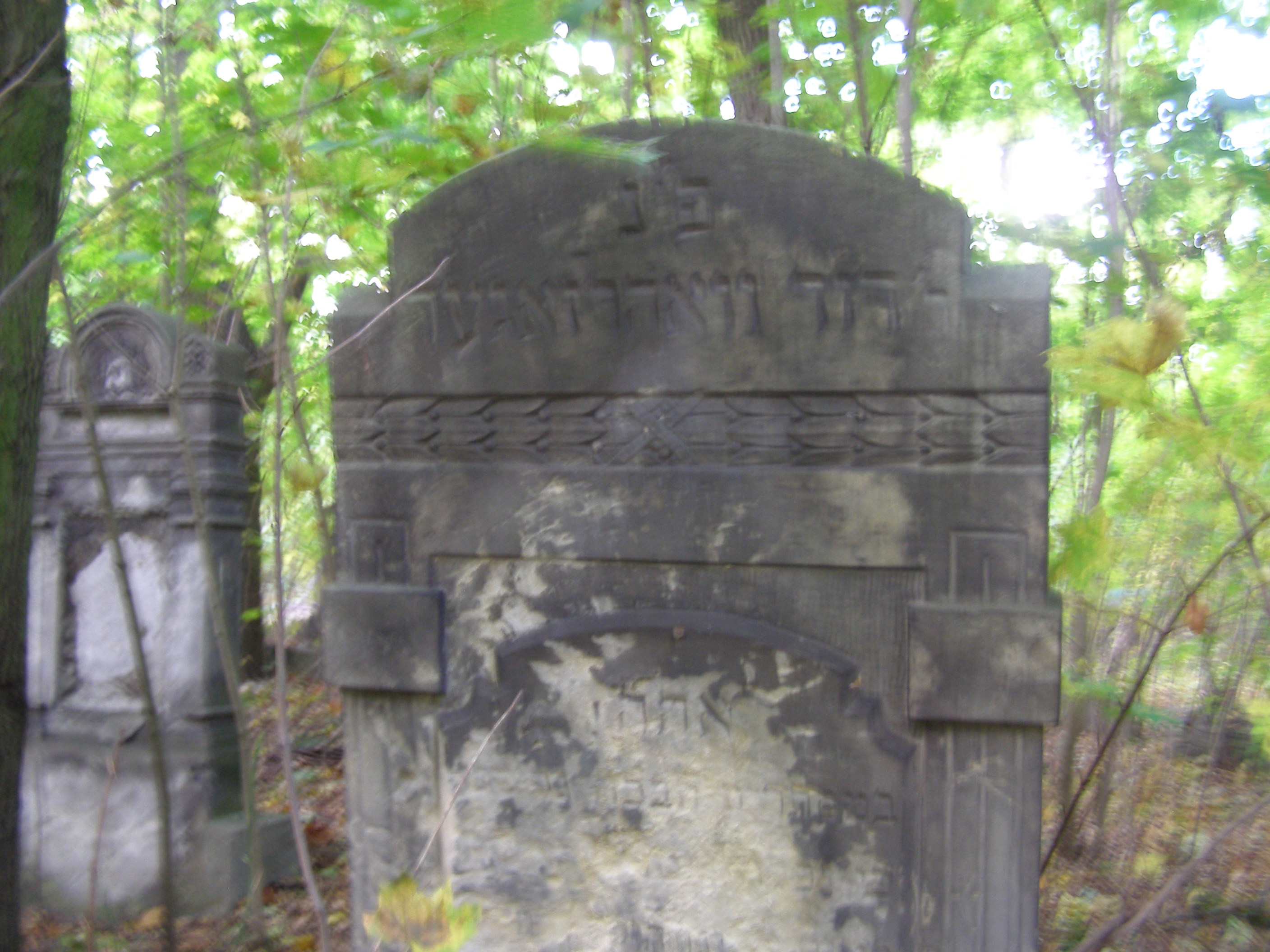
Macewa Dawida Warzagera na cmentarzu żydowskim w Tomaszowie Mazowieckim

Dawid Warzager ur. 1838, zm. 1925 w Tomaszowie Mazowieckim, uczestnik powstania styczniowego, artysta malarz, twórca wystroju w tomaszowskiej synagodze, założyciel całej dynastii tomaszowskich malarzy.  

## Życiorys
Dawid Warzager osiedlił się w Tomaszowie Mazowieckim po upadku powstania styczniowego. Bracia Warzagerowie zostali sprowadzeni do miasta jako znani żydowscy artyści-malarze, których zatrudniono do ozdobienia wnętrza Wielkiej Synagogi w Tomaszowie Mazowieckim, zbudowanej w latach 1864-1878.   
Zmarł w Tomaszowie Mazowieckim. Pochowany na tamtejszym cmentarzu żydowskim. Nagrobek zachował się do dziś (nr 09.095). W małżeństwie z Fajgą Ittą z Grynbergów pozostawił dwóch synów z zawodu „malarzy pokojowych”: Lejbusia (1881-1942), przewodniczącego Rady Starszych Ludności Żydowskiej (Judenratu) w getcie tomaszowskim, i Idela (ur. 15 stycznia 1887 r.). Był założycielem całej dynastii tomaszowskich malarzy.   

## Literatura
- Jerzy Piotr Dekowski, Powstanie Styczniowe 1863-1864 w Tomaszowie Mazowieckim i sąsiednich powiatach, Tomaszów Mazowiecki 1938, s. 59;
- Moshe Wajsberg (ed.), Tomashow-Mazowieck. A memorial to the Jewish Community of Tomashow-Mazowieck, Tel Awiw 1969, s. 93 (fot.);
- Włodzimierz Rudź, Echa wydarzeń styczniowych w zbiorach Archiwum Państwowego w Tomaszowie Maz. 1863-1983, Tomaszów Mazowiecki 1985, s. 17;
- Beniamin Yaari-Wald (red.), The Jewish Cemetery Tomaszów Mazowiecki. Żydowski cmentarz, Tel-Aviv 1996, s. 44.